# تپه عاشق حصار ۲
تپه عاشق حصار ۲ مربوط به دوران‌های تاریخی پس از اسلام است و در شهرستان تاکستان، کیلومتر۱۲جاده تاکستان به نیکویه واقع شده و این اثر در تاریخ ۲۵ اسفند ۱۳۷۸ با شمارهٔ ثبت ۲۶۶۹ به‌عنوان یکی از آثار ملی ایران به ثبت رسیده است.